# 長江学者奨励計画
長江学者奨励計画（ちょうこうがくしゃしょうれいけいかく、簡体字：长江学者奖励计划、ピンイン：Chángjiāng xuézhě jiānglì jìhuà）は、中華人民共和国教育部が高等教育において個人に授与する最高の学術賞である。揚子江学者奨励計画、長江奨学賞、揚子江奨学賞とも呼ばれている。 

## 歴史
この計画は、中国の大学の研究を国際的に最高レベルまで向上することを目的として、香港に拠点を置く李嘉誠基金（李嘉诚基金会）から資金提供を受けた。計画は1998年8月に開始した。 
この計画により中国の大学が一流の学者に国際的な評価を与えられることになったが、それ以外の大学には困難をもたらした。長江奨学賞を受賞した個人は、競合する中国の大学による引き抜き採用の対象に頻繁になり、教育部が2013年と2017年に大学が互いにトップ教員を引き抜くことを禁じる通知を出した。 

## 選抜
長江学者奨励計画は、主に中国国内のトップ学者を表彰するもので、中国の大学で長江学者特聘教授という名誉ある称号を授与され、受賞者の研究プログラムを充実させるために一定の研究資源と手当が提供される。これは海外から一流の専門家を採用し、中央政府が個別に直接管理する千人計画とは対照的である。 
2016年から2019年にかけて、中国の大学で受賞者数が最も多いトップ10大学は、清華大学、北京大学、浙江大学、復旦大学、上海交通大学、中国人民大学、華中科学技術大学、武漢大学、中山大学、西安交通大学となっている。 
この賞は外国人科学者にはほとんど授与されないが、毎年数名の国際的に有名な学者が選ばれている。これらの国際的に有名な学者には、ノーベル賞受賞者や全米技術アカデミーのメンバーが含まれる。  